# 1969 au Vatican
Chronologie du Vatican
- 1965
- 1966
- 1967
- 1968
- 1969
- 1970
- 1971
- 1972
- 1973

Cette page concerne les évènements survenus en 1969 au Vatican  :

## Évènement
- 8 mai : Dissolution de la congrégation des rites.
- Le pape Paul VI devient le premier pape moderne à se rendre en Afrique et déclare que le continent est une « nouvelle patrie » pour Jésus-Christ.